# Óptica fisiológica
La Óptica Fisiológica es la rama de la Óptica que estudia las características físicas, biológicas y ambientales del ojo y cómo influyen éstas en el tratamiento que hay que llevar a cabo en los defectos visuales de un paciente.

## Campos de estudio de la Óptica Fisiológica
- Lo que básicamente estudia es la Óptica Ocular, es decir, las fórmulas y experimentos para determinar los parámetros de una lente correctora de defectos visuales de un paciente. Hay que destacar en la Óptica Ocular el estudio de la miopía, hipermetropía, presbicia y astigmatismo.

- La Óptica Fisiológica estudia también la fotometría ocular y la percepción visual, es decir, la manera en que la energía de la luz influye en todo lo que vemos y percibimos por la visión.

- Un apartado especialmente complejo es el de la visión binocular (hacer estudios tomando como referencia los dos ojos a la vez), también objeto de estudio de la Óptica Fisiológica. Esto es aplicar todo lo anterior teniendo presente en las cuentas la fusión de una imagen que tanto un ojo como otro hacen en el cerebro.

- Datos: Q6174664